# Susianna Kentikian
Susianna « Susi » Levonovna Kentikian (née Syuzanna Levonovna Kentikyan, en arménien Սյուզաննա Կենտիկյան, le 11 septembre 1987 à Erevan) est une boxeuse professionnelle allemande d'origine arménienne. Elle est née à Erevan, en Arménie, et a quitté avec sa famille son pays à l'âge de cinq ans en raison de la guerre du Haut-Karabagh. Kentikian vit à Hambourg depuis 1996 et a commencé la boxe anglaise à l'âge de douze ans.

## Carrière
Après une carrière amateur, elle passe professionnelle en 2005 en signant avec le promoteur de boxe du Hambourg Spotlight Boxing. Kentikian devient championne du monde poids mouches de la WBA en février 2007 puis remporte le titre WIBF la même année et WBO en 2009.
Invaincue après avoir remporté 16 de ses 29 combats professionnels par KO et avoir notamment battu aux points par deux fois la Française Nadya Hokmi, elle s'incline pour la première fois en 2012 face à Melissa McMorrow. Battue également par Carina Moreno, Susi prend sa revanche le 6 juillet 2013 et redevient ainsi championne WBA des poids mouches. Boxeuse très populaire dans son pays avec Ina Menzer et précédemment Regina Halmich, la chaîne de télévision allemande ProSieben diffuse tous ses combats en direct depuis 2007.